# Akram Boudjemline
Akram Boudjemline (19 de marzo de 1992) es un deportista argelino que compite en lucha grecorromana. Ganó una medalla de bronce en los Juegos Panafricanos de 2015. Ha ganado cuatro medallas en el Campeonato Africano entre 2013 y 2016.
Su hermano Adem también compite en lucha.

## Palmarés internacional
| Juegos Panafricanos | Juegos Panafricanos               | Juegos Panafricanos | Juegos Panafricanos |
| Año                 | Lugar                             | Medalla             | Categoría           |
| ------------------- | --------------------------------- | ------------------- | ------------------- |
| 2015                | Brazzaville (República del Congo) | Medalla de bronce   | 71 kg               |
| Campeonato Africano |                                   |                     |                     |
| Año                 | Lugar                             | Medalla             | Categoría           |
| 2013                | Yamena (Chad)                     | Medalla de plata    | 66 kg               |
| 2014                | Túnez (Túnez)                     | Medalla de oro      | 71 kg               |
| 2015                | Alejandría (Egipto)               | Medalla de bronce   | 71 kg               |
| 2016                | Alejandría (Egipto)               | Medalla de bronce   | 71 kg               |